# Lycosa praestans
Lycosa praestans este o specie de păianjeni din genul Lycosa, familia Lycosidae, descrisă de Roewer, 1960.
Este endemică în Botswana. Conform Catalogue of Life specia Lycosa praestans nu are subspecii cunoscute.